# Pachybrachis nero
Pachybrachis nero är en skalbaggsart som beskrevs av Bowditch 1909. Pachybrachis nero ingår i släktet Pachybrachis och familjen bladbaggar. Inga underarter finns listade i Catalogue of Life.